# Симфонический оркестр Крымской филармонии
Академический симфонический оркестр Крымского концертного объединения (укр. Академічний симфонічний оркестр) — симфонический оркестр, был создан в 1937 году решением Президиума Ялтинского городского Совета. За годы своего существования оркестр был удостоен ряда государственных наград Украинской ССР и Украины, а также стал лауреатом Всесоюзного конкурса в 1977 году. С 1965 года оркестром Крымской филармонии руководил народный артист Украины дирижёр Алексей Гуляницкий. Начиная с 2006 года, под руководством заслуженного деятеля искусств Автономной Республики Крым Игоря Каждана, оркестр приступил к планомерной работе по воспитанию исполнителей из числа наиболее талантливых молодых дарований, многие из которых добились мирового признания (циклы «Новые имена Крыма» и «Ранний рассвет»). Наряду с этими циклами оркестр также проводит мастер-классы по дирижированию для студентов и выпускников консерваторий.
В настоящее время художественным руководителем и главным дирижёром оркестра является заслуженный деятель искусств Украины, лауреат премии имени С. Прокофьева Александр Долинский.
Крымский академический симфонический оркестр неоднократно гастролировал в различных городах Украины, России и других республик бывшего СССР, а также в Германии, Италии, Испании и Южной Корее.

## Главные дирижёры
- Валентин Чернов (1961—1965)
- Алексей Гуляницкий (1965—2004)
- Виктор Плоскина (2004—2005)
- Игорь Каждан (2006—2014)
- Александр Долинский (с 2015 г.)

## Комментарий
1. ↑  Этот населённый пункт расположен на территории Крымского полуострова, бо́льшая часть которого  является объектом территориальных разногласий между Россией, контролирующей спорную территорию, и Украиной, в пределах признанных большинством государств — членов ООН границ которой спорная территория находится. Согласно федеративному устройству России, на спорной территории Крыма располагаются субъекты Российской Федерации — Республика Крым и город федерального значения Севастополь. Согласно административному делению Украины, на спорной территории Крыма располагаются регионы Украины — Автономная Республика Крым и город со специальным статусом Севастополь.